# Родники (Нижньогірський район)
Родники́ (до 1948 — Айкашен, Айкиш, Чукур-Айкиш, крим. Ayqış, Çuqur Ayqış) — село Білогірського району Автономної Республіки Крим.

## Населення

### Мова
Розподіл населення за рідною мовою за даними перепису 2001 року:
| Мова                | Відсоток |
| ------------------- | -------- |
| російська           | 77,57 %  |
| кримськотатарська   | 15,89 %  |
| українська          | 5,61 %   |
| інші/не визначилися | 0,93 %   |